# Удельное ведомство
Главное управление уделов Министерства императорского двора, Уде́льное ведомство — государственное учреждение (ведомство) Российской империи, с 1797 года по 1917 год осуществлявшее управление имуществом (удельными землями, имениями, а до 1863 года — также удельными крестьянами) императорской семьи.

## История
С XIII — XIV столетий, на Руси (в России) уделом стала называться часть её территории, находившаяся во владении одного князя из русского княжеского рода. Эти уделы с течением времени переходили (захватывались, передавались по наследству и в приданное, и так далее) другим владельцам.
В Русском государстве при Российском государе Иоанне IV «Грозном» на «государев обиход» было отведено до 40 городов, сел и волостей. От сюда впоследствии возникли дворцовые имения, в ведомстве приказа Большого дворца. При Петре Алексеевиче «Великом» и его ближайших преемниках члены Императорской фамилии получали самое разнообразное содержание из различных источников и установлений.
Ведомство уделов учреждено Павлом I в ходе реформы государственного управления «для удовольствования происходящих от крови императорской родов всем нужным к непостыдному их себя содержанию».
Центральный орган:
- Департамент уделов (1797—1892), присутственное место Министерства императорского двора;
- Главное управление уделов Министерства императорского двора (1892—1917).

Местные органы:
- удельные экспедиции (1797—1808);
- удельные конторы (1808—1892). В середине XIX века их было 19: Московская, Новгородская, Псковская, Вологодская, Архангельская, Тверская, Казанская, Костромская, Владимирская, Вятская, Тамбовская, Смоленская, Симбирская, Саратовская, Орловская, Оренбургская, Воронежская, Пензенская, Нижегородская[2].
- управления удельных округов (1892—1917).

Упразднено после переворота и свержения монархии и национализации государева (царского) имущества.

## Руководители
- министры Департамента уделов 
  - князь А. Б. Куракин (1797—1798)
  - граф С. П. Румянцев (1798—1800)
  - князь Н. Б. Юсупов (1800—1802)
  - Д. П. Трощинский (1802—1806)
  - граф Д. А. Гурьев (1806—1808)
- министры уделов 
  - граф Гурьев (1808—1825)
  - князь А. Н. Голицын (1826)
  - министр императорского двора и уделов — князь П. М. Волконский (1826—1852)
  - граф Л. А. Перовский (1852—1856)
- председатели Департамента уделов
  - М. Н. Муравьёв (1856—1862)
  - граф Ю. И. Стенбок (1862—1875)
  - П. Г. Редкин (1875—1882)
- управляющие Департаментом уделов
  - П. Г. Шувалов (1882)
  - П. П. Дурново (1882—1884)
  - П. А. Рихтер (1884—1890)
  - князь Л. Д. Вяземский (1890—1892)
- начальники Главного управления уделов
  - князь Вяземский (1892—1899)
  - В. С. Кочубей (1899—1917)